# Víctor Ríos
Víctor Hugo Ríos de Alba (Victoria de Durango, 11 febbraio 2004) è un calciatore messicano, centrocampista dell'Atlas.

## Carriera

### Club
È cresciuto nel settore giovanile dell'Atlas ed ha debuttato in prima squadra il 31 luglio 2023 nell'incontro di Leagues Cup vinto 1-0 contro il Toronto FC. Il 15 gennaio 2024 ha esordito anche in Liga MX contro il Necaxa ed il 14 settembre ha segnato il suo primo gol nel successo casalingo per 2-0 sul Pachuca.

### Nazionale
Ha giocato con le nazionale messicana Under-23.

## Statistiche

### Presenze e reti nei club
Statistiche aggiornate al 2 marzo 2025.
| Stagione        | Squadra         | Campionato      | Campionato | Campionato | Coppe nazionali | Coppe nazionali | Coppe nazionali | Coppe continentali | Coppe continentali | Coppe continentali | Altre coppe | Altre coppe | Altre coppe | Totale | Totale | Totale |
| Stagione        | Squadra         | Comp            | Pres       | Reti       | Comp            | Pres            | Reti            | Comp               | Pres               | Reti               | Comp        | Pres        | Reti        | Pres   | Reti   |        |
| --------------- | --------------- | --------------- | ---------- | ---------- | --------------- | --------------- | --------------- | ------------------ | ------------------ | ------------------ | ----------- | ----------- | ----------- | ------ | ------ | ------ |
| 2023-2024       | Atlas           | LMX             | 12         | 0          | -               | -               | -               | CCC                | 3                  | 0                  | LC          | 1           | 0           | 16     | 0      |        |
| 2024-2025       | Atlas           | LMX             | 20         | 1          | -               | -               | -               | CCC                | 0                  | 0                  | -           | -           | -           | 20     | 1      |        |
| Totale carriera | Totale carriera | Totale carriera | 32         | 1          |                 | -               | -               |                    | 3                  | 0                  |             | 1           | 0           | 36     | 1      |        |